# Holasovice
Holasovice (deutsch Kreuzendorf) ist eine Gemeinde in Tschechien. Sie liegt zehn Kilometer nordwestlich des Stadtzentrums von Opava und gehört zum Okres Opava.

## Geographie
Holasovice befindet sich am rechten Ufer der Oppa an der Staatsgrenze zu Polen in Mährisch-Schlesien. Im Nordosten des Dorfes erstreckt sich das tschechische Staatsgebiet auf ein unbewohntes Areal linksseitig des Flusses, der ansonsten die Staatsgrenze bildet. Mit dem südlichen Nachbarort Neplachovice bildet Holasovice ein zusammenhängendes Siedlungsgebiet.
Nachbarorte sind Boboluszki (Boblowitz) und Wysoka (Waissak) im Norden, Jakubowice (Jakubowitz) und Turków (Turkau) im Nordosten, Uciechowice (Auchwitz) im Osten, Dzierżkowice (Dirschkowitz) und Držkovice im Südosten, Neplachovice im Süden, Štemplovec im Südwesten, Loděnice im Westen sowie Skrochovice im Nordwesten.

## Geschichte
Funde im Gebiet des Dorfes belegen eine Besiedlung seit der Kupfersteinzeit. Später gehörte der Ort zum Gau des slawischen Stammes der Holasitzer, die hier eine Burgstätte errichteten.
Erstmals urkundlich erwähnt wurde das Dorf im Jahre 1131. Im 12. Jahrhundert bildete Holasosvice einen Burgbezirk, dessen Aufgaben im 14. Jahrhundert von Troppau und Grätz übernommen wurden. Im Zuge der Teilung des přemyslidischen Herzogtums Troppau kam Holasovice 1377 zum Herzogtum Jägerndorf. Während des Dreißigjährigen Krieges fiel der Ort zu großen Teilen wüst und wurde später wieder besiedelt.
Nach dem Ersten Schlesischen Kriegen 1742 verblieb der Ort bei Österreichisch-Schlesien, die Güter links der Oppa fielen, wie der größte Teil Schlesiens, an Preußen und bildeten den Gutsbezirk Österreichisch-Kreuzendorf, der später in Gutsbezirk Preußisch-Kreuzendorf umbenannt und 1933 zur Gemeinde Waissak zugeschlagen wurde.
1869 hatte das Dorf 659 Einwohner und 1900 waren es 823. Unter den 866 Einwohnern Kreuzendorfs im Jahre 1930 waren 70 Deutsche. Nach dem Münchner Abkommen wurde Kreuzendorf 1938 dem Deutschen Reich zugeschlagen und Teil des Landkreises Troppau. 1945 kam der Ort zur Tschechoslowakei zurück. Zwischen 1976 und 1990 war Tábor eingemeindet.

## Ortsgliederung
Zur Gemeinde Holasovice gehören die Ortsteile Holasovice (Kreuzendorf), Kamenec (Kamentz), Loděnice (Lodenitz) und Štemplovec (Stremplowitz).

## Sehenswürdigkeiten
- Kapelle auf dem Hügel Hůrka bei Štemplovec
- Schloss Štemplovec
- Schloss Loděnice
- archäologische Grabungsstätte auf dem Dorfplatz, kupfersteinzeitliche Siedlung und Burgstätte der Holasitzer
- Barocker Speicher
- Geburtshaus von Pavel Křížkovský

## Söhne und Töchter der Gemeinde
- Johann Beck (1706–1777), Missionar der Herrnhuter Brüdergemeine
- Pavel Křížkovský (1820–1885), Komponist
- Alwin Nachtweh (1868–1939), deutscher Ingenieur, Konstrukteur und Hochschullehrer, geboren in Lodenitz
- Jan Klein (1936–2023), tschechisch-US-amerikanischer Immunologie und Hochschullehrer